# Christophe Tassin
Christophe Nicolas Tassin, né au début des années 1600 et décédé en 1660, en France, aussi connu comme Nicolas Tassin, Christophe Nicolas Tassin ou Christophe Le Tassin, cartographe français, connu pour son atlas de la France, de l'Espagne, de l'Allemagne et de la Suisse. La plupart de son travail a été publié à Paris de 1633 à 1635. Parmi ses collègues on peut citer Melchior Tavernier (1594-1665), Sébastien Cramoisy (1584-1669) et Michael van Lochum (1601-1647). 

## Carrière
Jusqu'en 1631, Christophe Tassin, a été ingénieur et géographe du Roy. Il a travaillé en fonction des demandes politiques et des projets militaires. Dans le cadre de sa nomination, il a obtenu le droit de publier son travail pour dix ans, mais il ne l'a utilisé qu'entre 1633 et 1638. Son successeur dans le corps des ingénieurs et géographes du roi et a été l'éditeur Sébastien de Beaulieu.
En 1633, Tassin publié un atlas de la France et de l'Espagne, de Cartes générales des provinces de France et d’ Espagne;  celui de l'Allemagne, de Cartes générales des royaumes et provinces de la haute et basse Allemagne; et celui des Pays-Bas,  les Plans et profils des principales villes du duché de Lorraine, avec les cartes générales et particulières de chacun gouvernement d''iucelles.

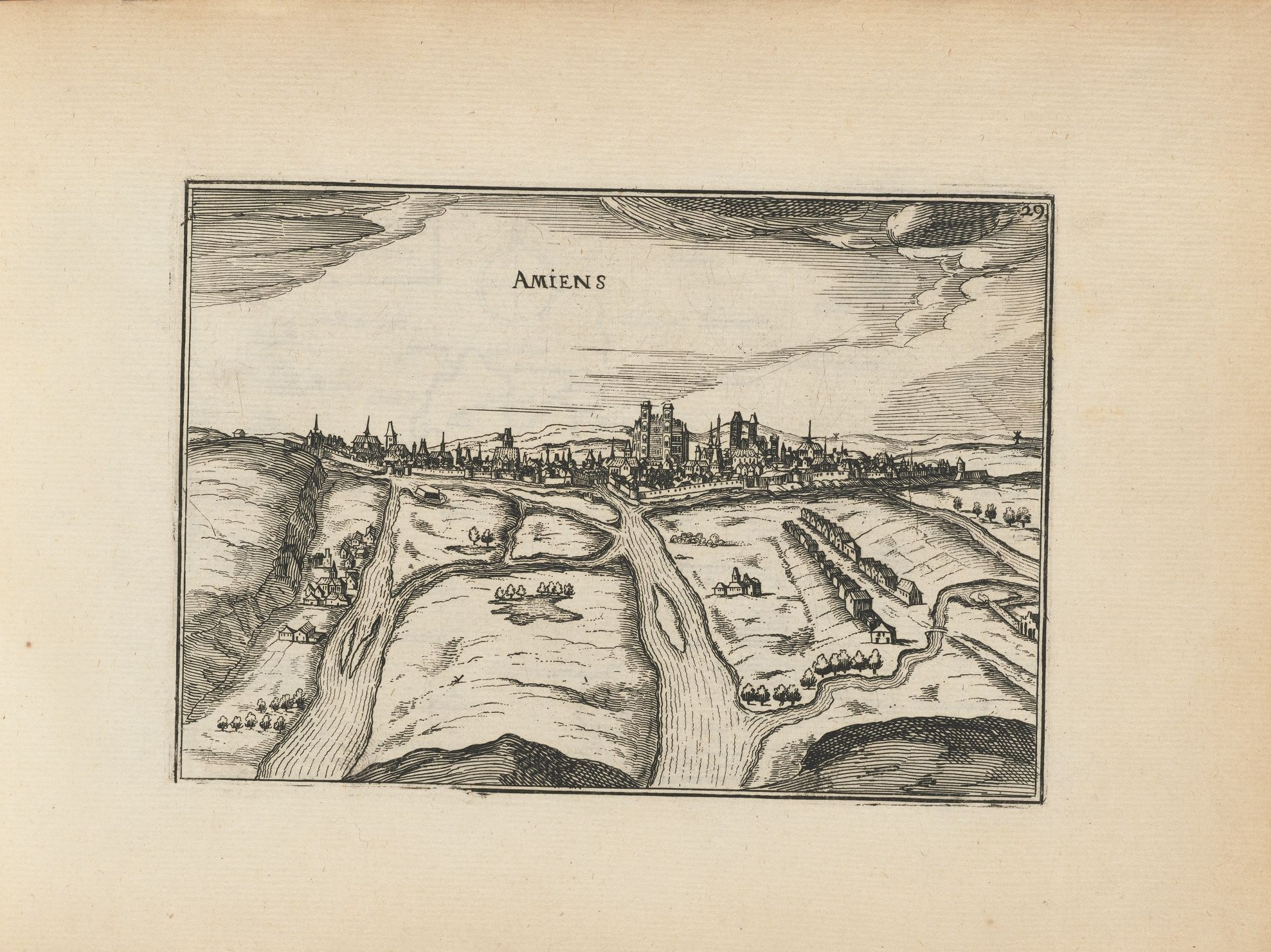
Vue de la cathédrale d'Amiens en 1634,
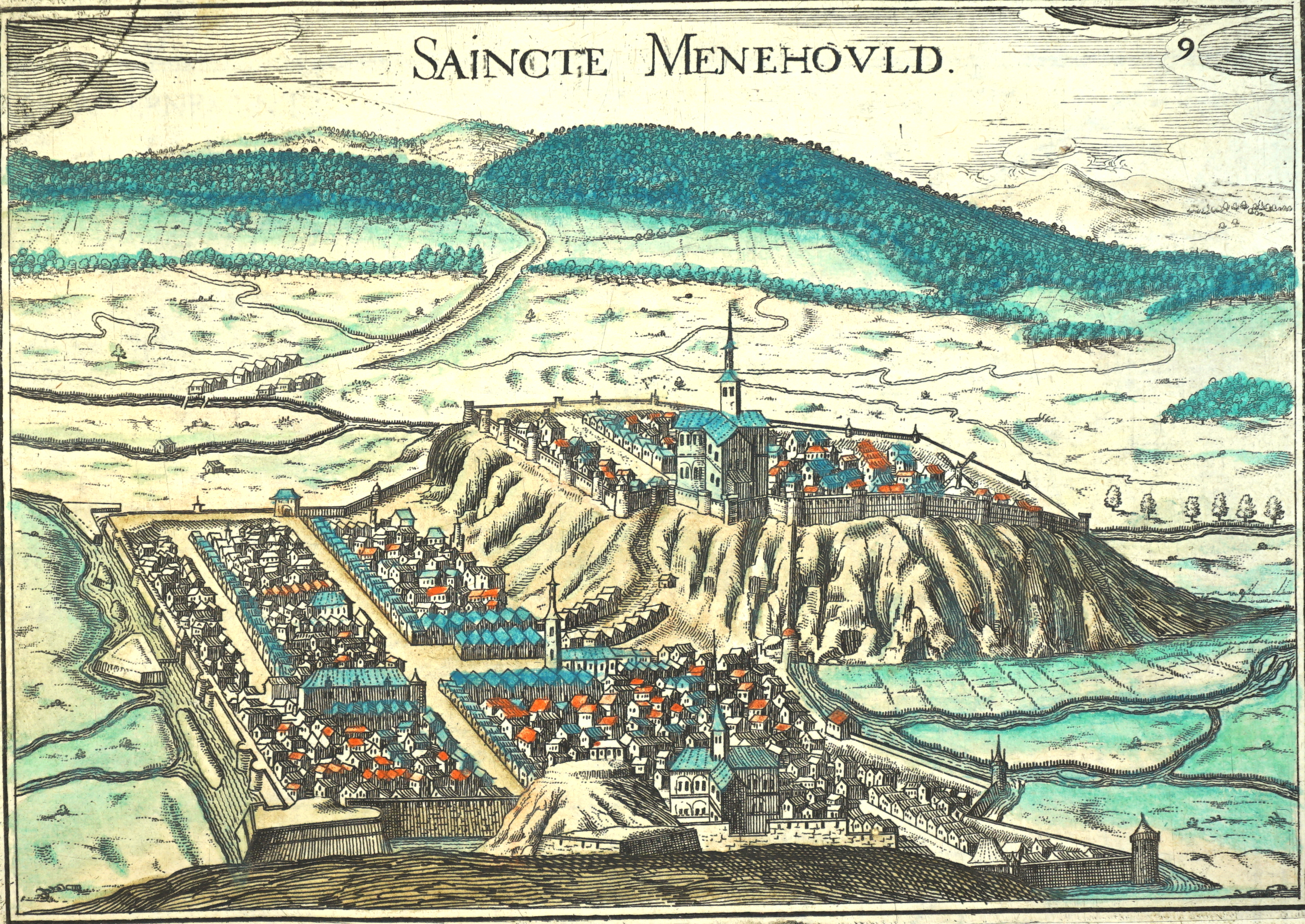
Sainte-Menehould,
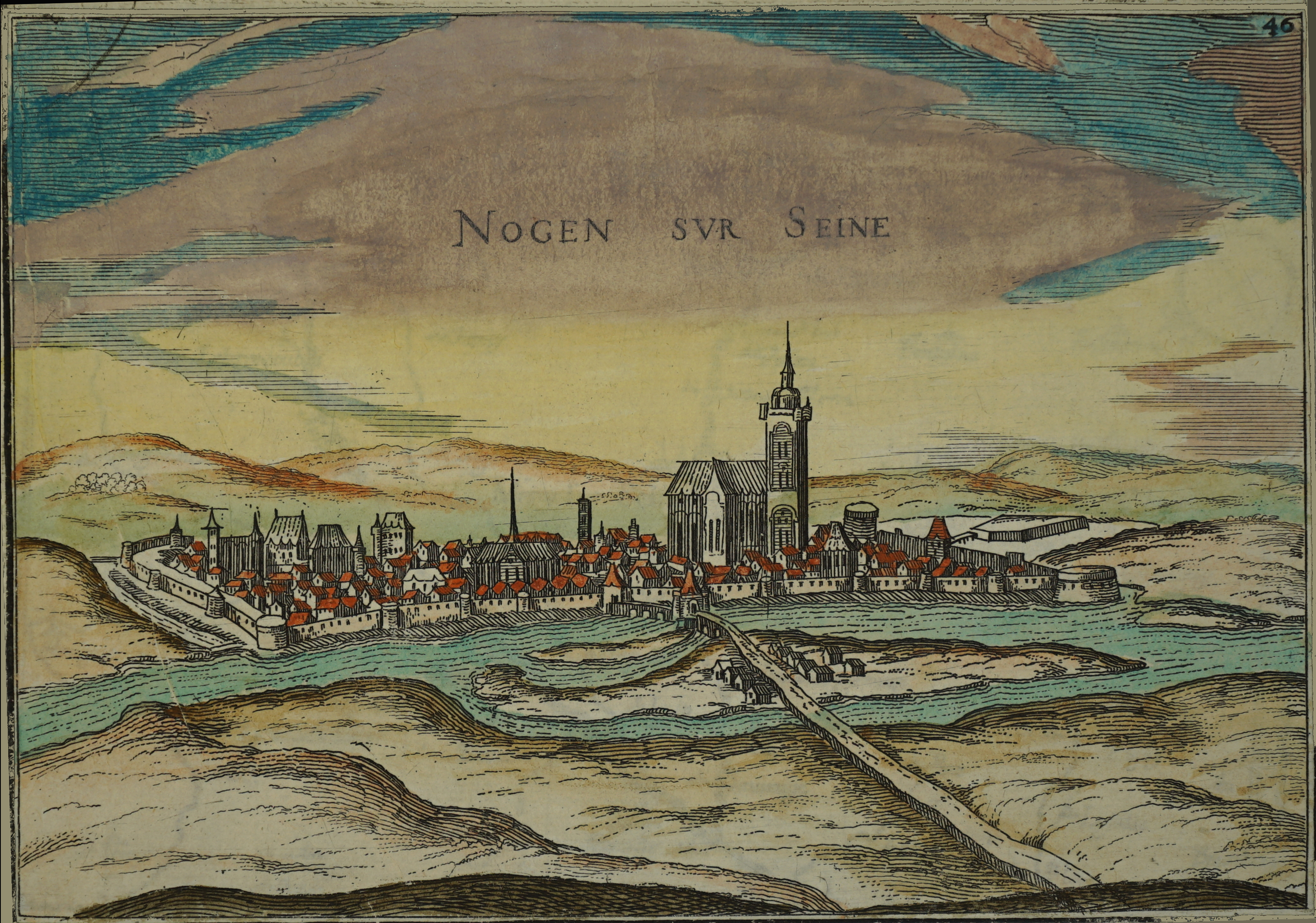
Nogent-sur-Seine,
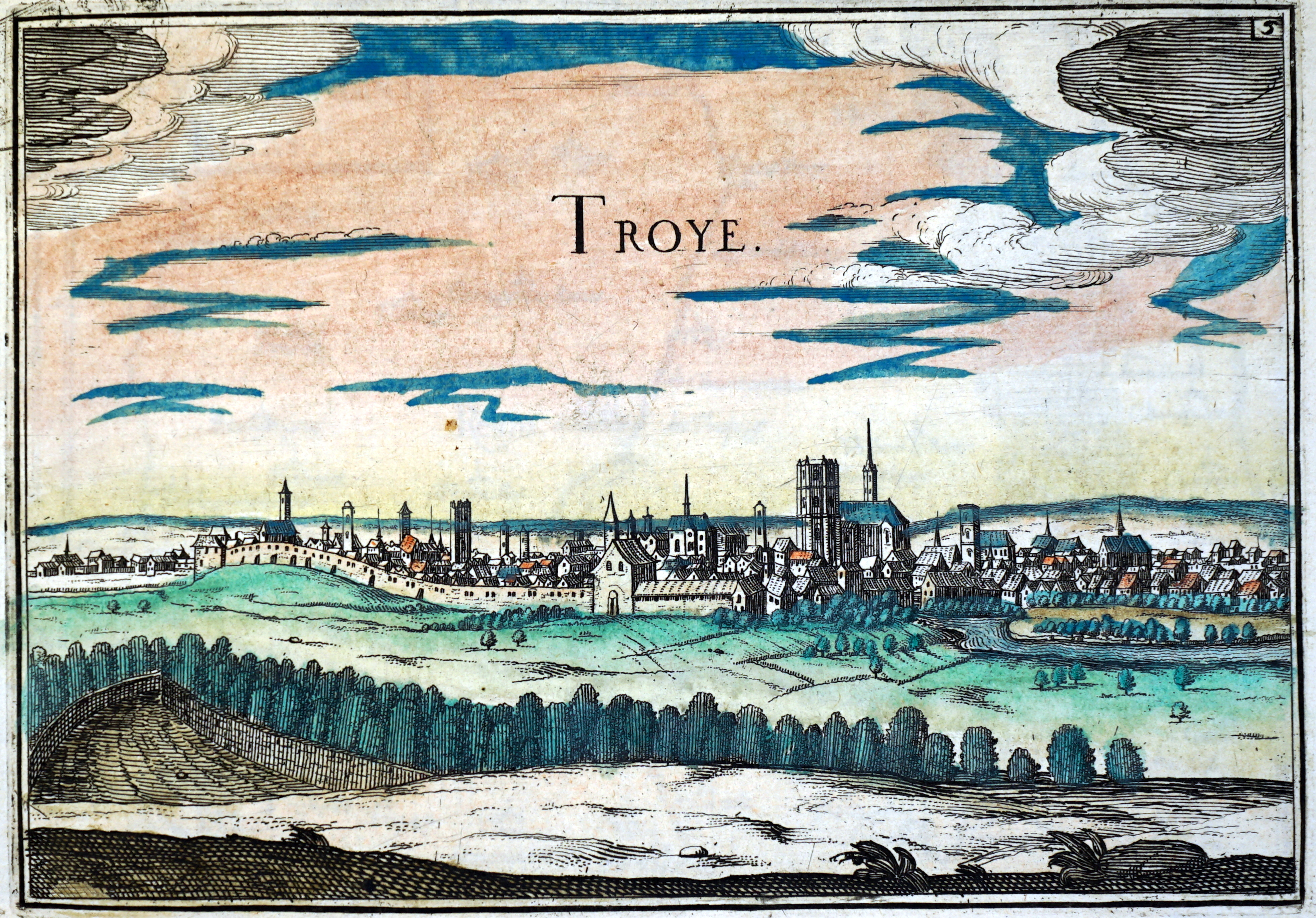
Troyes de son Plans et profils....

En 1634, il a publié un atlas avec des cartes et des dessins de villes et d'autres lieux en France,  Les plans et profils de toutes les principales villes et lieux considérables de France, et un atlas côtier de France Carte générale de toutes les costes de France.

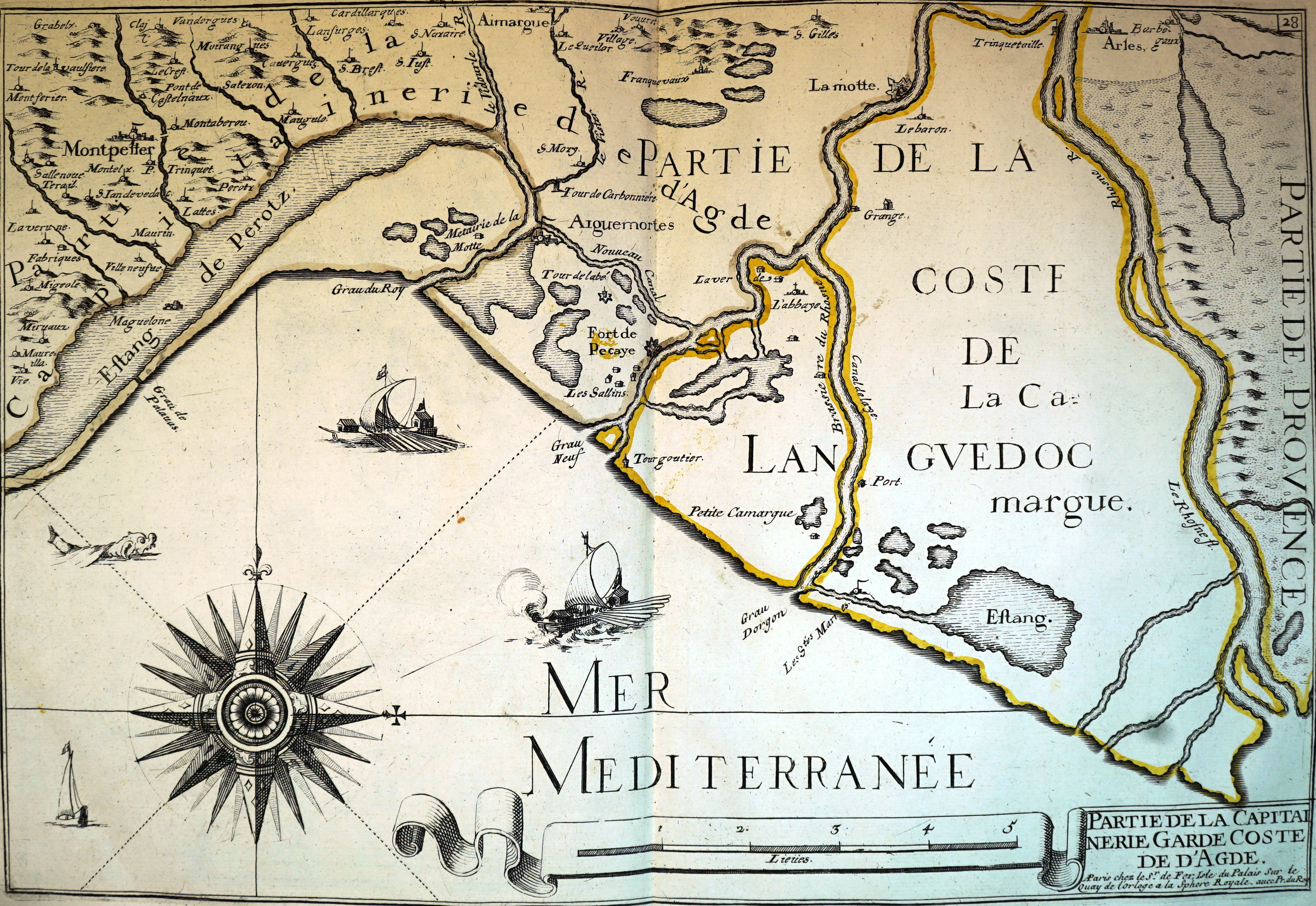
Capitaineries et côtes de Camargue,
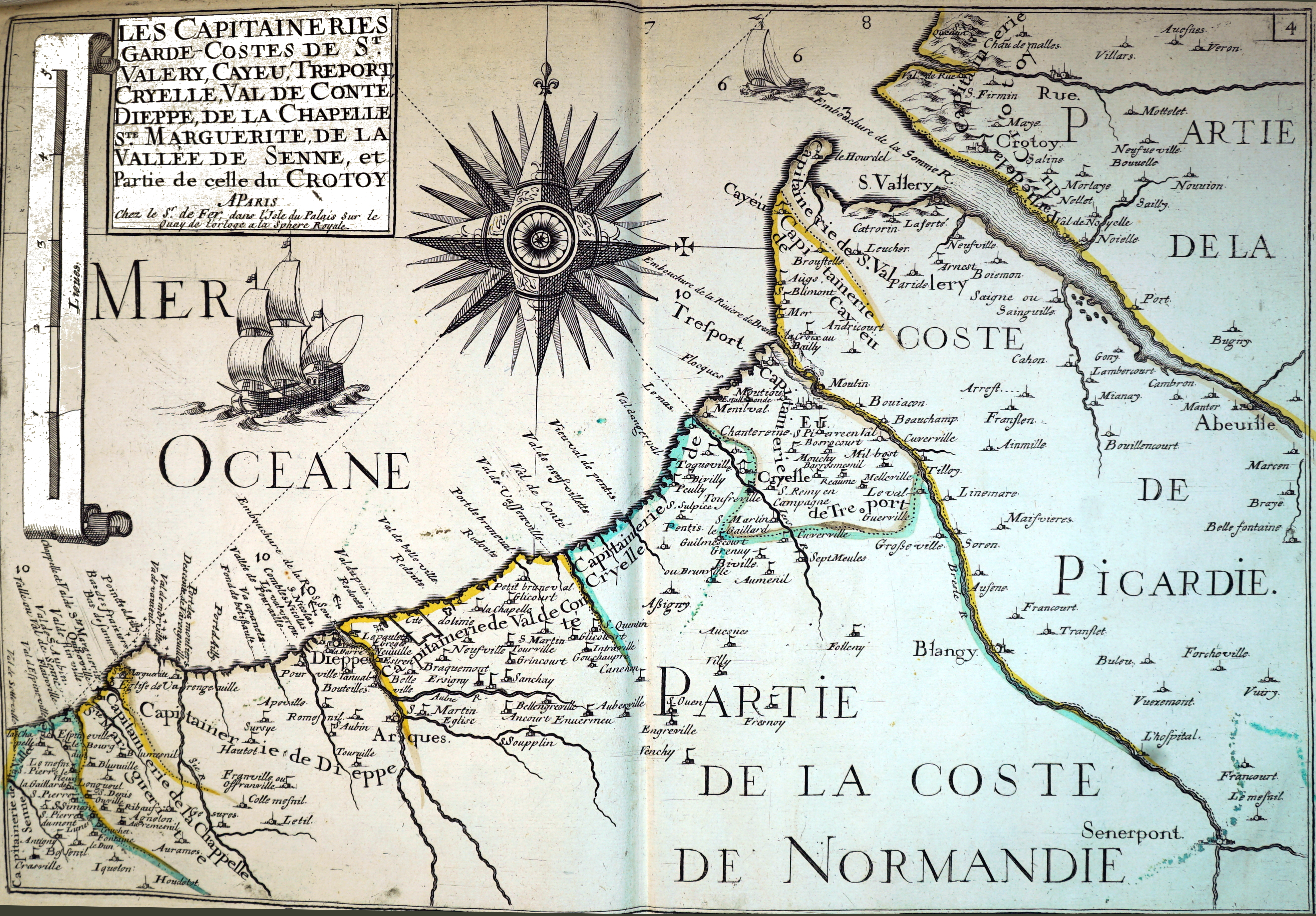
côtes de Picardie et Normandie,
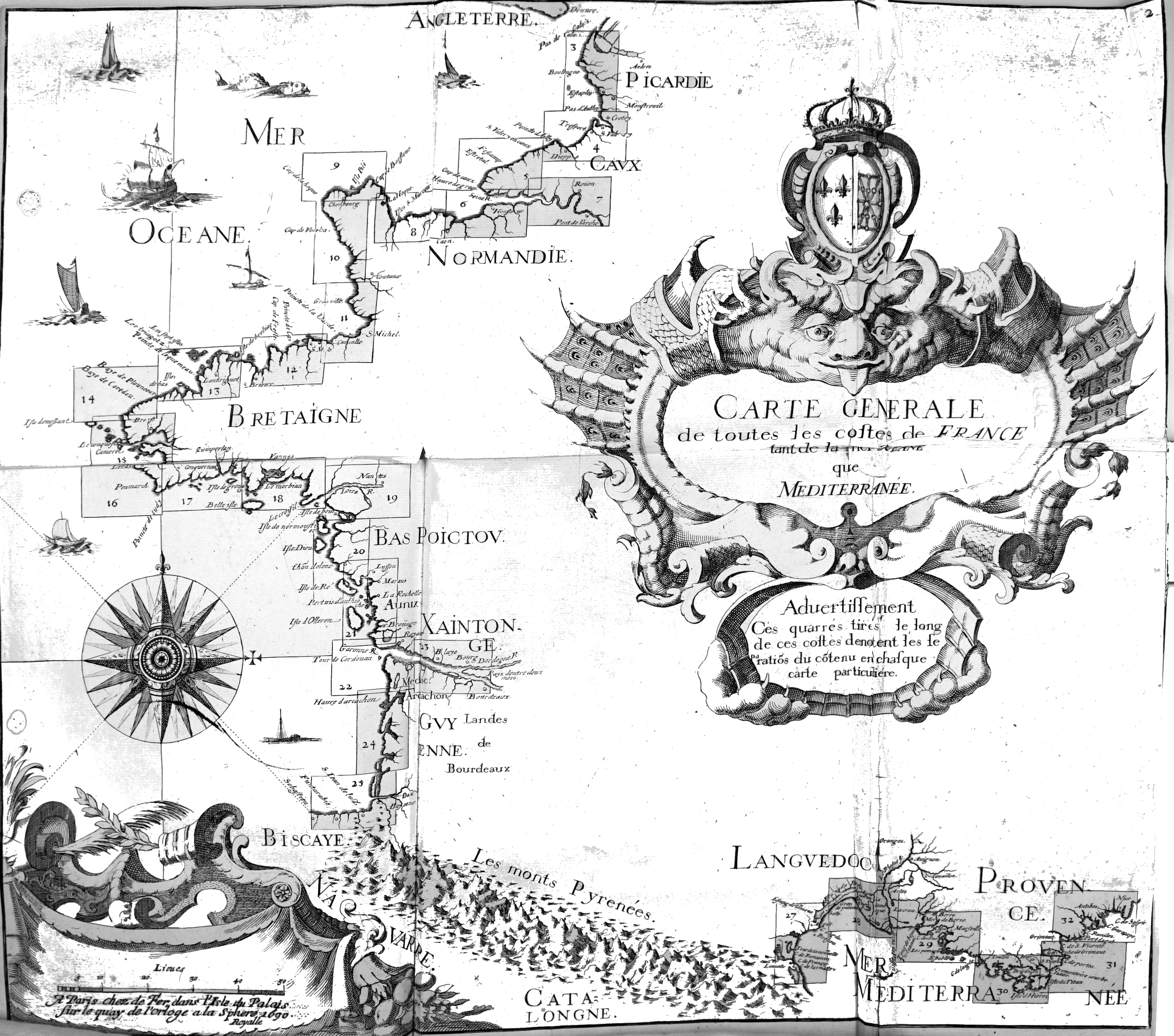
de son Carte générale de toutes les costes de France, bibliothèque Carnegie (Reims).

En 1635, il a publié à l'atlas de la Suisse, de la Description de tovs les cantons, les villes, bourgs, villages et avtres particularitzes du pays des Suisses. Son inclusion des Pays-Bas en un seul volume a une raison pratique: En 1631, une grande partie de la région a été conquise par le Roi Louis XIII de France, qui a provoqué un besoin rapide de la publication de ces informations. 
En 1644 Tassin a arrêté son travail, et a vendu ses plaques de cuivre de cartes à Antoine de Fer (16xx–1673), qui les a publiées dans de nombreuses éditions ultérieures.